# Liste der Kulturdenkmäler in Winnen
In der Liste der Kulturdenkmäler in Winnen sind alle Kulturdenkmäler der rheinland-pfälzischen Ortsgemeinde Winnen aufgeführt. Grundlage ist die Denkmalliste des Landes Rheinland-Pfalz (Stand: 21. Dezember 2021).

## Einzeldenkmäler
| Bezeichnung    | Lage                                               | Baujahr | Beschreibung                    | Bild            |
| -------------- | -------------------------------------------------- | ------- | ------------------------------- | --------------- |
| Kriegerdenkmal | Westerburger Straße, am östlichen Ortseingang Lage | um 1900 | Kriegerdenkmal 1866 und 1870/71 | Fotos hochladen |